# Бейсин (Вайоминг)
Бейсин (англ. Basin, Wyoming) — город, расположенный в округе Биг-Хорн (штат Вайоминг, США) с населением в 1238 человек по статистическим данным переписи 2000 года. Является административным центр округа Биг-Хорн.
Здание почты в Бейсине было построено в 1919 году и в настоящее время включено в Национальный реестр исторических мест США.

## Демография
По данным переписи населения 2000 года в Бейсине проживало 1238 человек, 330 семей, насчитывалось 504 домашних хозяйств и 565 жилых домов. Средняя плотность населения составляла около 237 человек на один квадратный километр. Расовый состав Бейсина по данным переписи распределился следующим образом: 96,77 % — белых, 0,08 % — афроамериканцев, 1,05 % — коренных американцев, 0,24 % — азиатов, 0,89 % — представителей смешанных рас, 0,97 % — других народностей. Испаноговорящие составили 2,26 % от всех жителей города.
Из 504 домашних хозяйств в 22,2 % — воспитывали детей в возрасте до 18 лет, 56,3 % представляли собой совместно проживающие супружеские пары, в 6,3 % семей женщины проживали без мужей, 34,5 % не имели семей. 31,3 % от общего числа семей на момент переписи жили самостоятельно, при этом 16,5 % составили одинокие пожилые люди в возрасте 65 лет и старше. Средний размер домашнего хозяйства составил 2,20 человек, а средний размер семьи — 2,74 человек.
Население города по возрастному диапазону по данным переписи 2000 года распределилось следующим образом: 20,1 % — жители младше 18 лет, 5,5 % — между 18 и 24 годами, 19,6 % — от 25 до 44 лет, 27,9 % — от 45 до 64 лет и 26,9 % — в возрасте 65 лет и старше. Средний возраст жителей составил 48 лет. На каждые 100 женщин в Бейсине приходилось 90,8 мужчин, при этом на каждые сто женщин 18 лет и старше приходилось 86,6 мужчин также старше 18 лет.
Средний доход на одно домашнее хозяйство в городе составил 33 519 долларов США, а средний доход на одну семью — 42 768 долларов. При этом мужчины имели средний доход в 33 942 доллара США в год против 20 139 долларов среднегодового дохода у женщин. Доход на душу населения в городе составил 17 890 долларов в год. 6,1 % от всего числа семей в округе и 11,6 % от всей численности населения находилось на момент переписи населения за чертой бедности, при этом 17,5 % из них были моложе 18 лет и 12,7 % — в возрасте 65 лет и старше.

## География и климат
По данным Бюро переписи населения США город Бейсин имеет общую площадь в 5,18 квадратных километров, водных ресурсов в черте населённого пункта не имеется.
Город Бейсин расположен на высоте 1182 метра над уровнем моря. Климат холодный, характерный для пустынь (префикс «Df» по Классификации климатов Кёппена.
| Показатель              | Янв.  | Фев.  | Март | Апр. | Май  | Июнь | Июль | Авг. | Сен. | Окт. | Нояб. | Дек.  | Год  |
| ----------------------- | ----- | ----- | ---- | ---- | ---- | ---- | ---- | ---- | ---- | ---- | ----- | ----- | ---- |
| Средний максимум, °C    | −2,8  | 3,3   | 10,6 | 16,7 | 21,7 | 27,8 | 32,2 | 31,7 | 24,4 | 17,2 | 6,1   | −0,6  | 15,6 |
| Средняя температура, °C | −9,4  | −4,4  | 2,8  | 8,3  | 13,9 | 19,4 | 22,8 | 21,7 | 15   | 8,3  | −0,6  | −7,8  | 7,8  |
| Средний минимум, °C     | −16,7 | −12,2 | −5   | 0,6  | 5,6  | 10,6 | 13,3 | 12,2 | 5,6  | 0    | −7,8  | −14,4 | −0,6 |
| Источник: Weather.com   |       |       |      |      |      |      |      |      |      |      |       |       |      |